# 忻口战役遗址
忻口战役遗址，位于山西省忻州市忻府区高城乡忻口村红崖湾，是中华人民共和国全国重点文物保护单位之一。
忻口战役是中国抗日战争时期山西省一次重要的战役。1986年8月18日，授予山西省文物保护单位，是一座革命遗址及革命纪念建筑物。2019年列为全国重点文物保护单位。